# Велоспорт на літніх Олімпійських іграх 2024 — кейрін (жінки)
Змагання з велоспорту на треку в кейріні серед жінок на літніх Олімпійських іграх 2024 відбулися 7 і 8 серпня на Національному велодромі.

## Розклад
Вказано центральноєвропейський час (UTC+2)
| Дата          | Час               | Раунд                         |
| ------------- | ----------------- | ----------------------------- |
| 7 серпня 2024 | 13:26 15:10       | Перший раунд Втішні заїзди    |
| 8 серпня 2024 | 17:18 18:15 19:01 | Чвертьфінали Півфінали Фінали |

## Результати

### Перший раунд
Заїзд 1
| Місце | Велогонщиця      | Країна                | Відставання | Нотатки |
| ----- | ---------------- | --------------------- | ----------- | ------- |
| 1     | Еллесс Ендрюс    | Нова Зеландія (NZL)   |             | ЧФ      |
| 2     | Матільда Грос    | Франція (FRA)         | +0.014      | ЧФ      |
| 3     | Кеті Марчант     | Велика Британія (GBR) | +0.021      | В       |
| 4     | Даніела Гаксіола | Мексика (MEX)         | +0.075      | В       |
| 5     | Уршула Лось      | Польща (POL)          | +0.261      | В       |
| 6     | Есе Укпесерає    | Нігерія (NGR)         | +2.129      | В       |

Заїзд 2
| Місце | Велогонщиця       | Країна           | Відставання | Нотатки |
| ----- | ----------------- | ---------------- | ----------- | ------- |
| 1     | Гетті ван де Ваув | Нідерланди (NED) |             | ЧФ      |
| 2     | Юань Ліїн         | Китай (CHN)      | +0.108      | ЧФ      |
| 3     | Міріам Вече       | Італія (ITA)     | +0.236      | В       |
| 4     | Лоріан Дженест    | Канада (CAN)     | +0.236      | В       |
| 5     | Рію Ота           | Японія (JPN)     | +0.381      | В       |
| 6     | Юлі Вердуго       | Мексика (MEX)    | +0.381      | В       |

Заїзд 3
| Місце | Велогонщиця       | Країна          | Відставання | Нотатки |
| ----- | ----------------- | --------------- | ----------- | ------- |
| 1     | Емма Гінце        | Німеччина (GER) |             | ЧФ      |
| 2     | Ґо Юйфан          | Китай (CHN)     | +0.087      | ЧФ      |
| 3     | Марлена Карвацька | Польща (POL)    | +0.087      | В       |
| 4     | Крістіна Клонан   | Австралія (AUS) | +0.160      | В       |
| 5     | Юлі Ніколас       | Бельгія (BEL)   | +0.204      | В       |
| 6     | Марта Байона      | Колумбія (COL)  | +0.266      | В       |

Заїзд 4
| Місце | Велогонщиця        | Країна              | Відставання | Нотатки |
| ----- | ------------------ | ------------------- | ----------- | ------- |
| 1     | Нікі Дегренделе    | Бельгія (BEL)       |             | ЧФ      |
| 2     | Міна Сато          | Японія (JPN)        | +0.005      | ЧФ      |
| 3     | Стеффі ван дер Пет | Нідерланди (NED)    | +0.108      | В       |
| 4     | Келсі Мітчелл      | Канада (CAN)        | +0.172      | В       |
| 5     | Ребекка Петч       | Нова Зеландія (NZL) | +0.260      | В       |
| 6     | Хлої Моран         | Австралія (AUS)     | +1.065      | В       |

Заїзд 5
| Місце | Велогонщиця                 | Країна                | Відставання | Нотатки |
| ----- | --------------------------- | --------------------- | ----------- | ------- |
| 1     | Емма Фінукейн               | Велика Британія (GBR) |             | ЧФ      |
| 2     | Леа Фрідріх                 | Німеччина (GER)       | +0.087      | ЧФ      |
| 3     | Такі Марі-Дівін Куаме       | Франція (FRA)         | +0.631      | В       |
| 4     | Нуруль Ізза Іззаті Мод Асрі | Малайзія (MAS)        | +0.729      | В       |
| 5     | Стефані Кварадо             | Колумбія (COL)        | +0.862      | В       |
| 6     | Сара Флорін                 | Італія (ITA)          | +0.960      | В       |

### Втішні заїзди
Заїзд 1
| Місце | Велогонщиця                 | Країна                | Відставання | Нотатки |
| ----- | --------------------------- | --------------------- | ----------- | ------- |
| 1     | Келсі Мітчелл               | Канада (CAN)          |             | ЧФ      |
| 2     | Кеті Марчант                | Велика Британія (GBR) | +0.014      | ЧФ      |
| 3     | Нуруль Ізза Іззаті Мод Асрі | Малайзія (MAS)        | +0.041      |         |
| 4     | Марта Байона                | Колумбія (COL)        | +0.094      |         |
| 5     | Юлі Вердуго                 | Мексика (MEX)         | +0.186      |         |

Заїзд 2
| Місце | Велогонщиця      | Країна          | Відставання | Нотатки |
| ----- | ---------------- | --------------- | ----------- | ------- |
| 1     | Крістіна Клонан  | Австралія (AUS) |             | ЧФ      |
| 2     | Даніела Гаксіола | Мексика (MEX)   | +0.124      | ЧФ      |
| 3     | Міріам Вече      | Італія (ITA)    | +0.180      |         |
| 4     | Стефані Кварадо  | Колумбія (COL)  | +0.305      |         |
| 5     | Уршула Лось      | Польща (POL)    | +0.971      |         |

Заїзд 3
| Місце | Велогонщиця       | Країна              | Відставання | Нотатки |
| ----- | ----------------- | ------------------- | ----------- | ------- |
| 1     | Лоріан Дженест    | Канада (CAN)        |             | ЧФ      |
| 2     | Ребекка Петч      | Нова Зеландія (NZL) | +0.042      | ЧФ      |
| 3     | Марлена Карвацька | Польща (POL)        | +0.338      |         |
| 4     | Хлої Моран        | Австралія (AUS)     | +0.367      |         |
| 5     | Сара Флорін       | Італія (ITA)        | +0.488      |         |

Заїзд 4
| Місце | Велогонщиця           | Країна           | Відставання | Нотатки |
| ----- | --------------------- | ---------------- | ----------- | ------- |
| 1     | Рію Ота               | Японія (JPN)     |             | ЧФ      |
| 2     | Стеффі ван дер Пет    | Нідерланди (NED) | +0.028      | ЧФ      |
| 3     | Julie Nicolaes        | Бельгія (BEL)    | +0.135      |         |
| 4     | Есе Укпесерає         | Нігерія (NGR)    | +0.584      |         |
| 5     | Такі Марі-Дівін Куаме | Франція (FRA)    | +0.589      |         |

### Чвертьфінали
Заїзд 1
| Місце | Велогонщиця        | Країна              | Відставання | Нотатки |
| ----- | ------------------ | ------------------- | ----------- | ------- |
| 1     | Леа Фрідріх        | Німеччина (GER)     |             | ПФ      |
| 2     | Еллесс Ендрюс      | Нова Зеландія (NZL) | +0.020      | ПФ      |
| 3     | Нікі Дегренделе    | Бельгія (BEL)       | +0.070      | ПФ      |
| 4     | Стеффі ван дер Пет | Нідерланди (NED)    | +0.127      | ПФ      |
| 5     | Юань Ліїн          | Китай (CHN)         | +0.142      |         |
| 6     | Крістіна Клонан    | Австралія (AUS)     | +0.249      |         |

Заїзд 2
| Місце | Велогонщиця       | Країна                | Відставання | Нотатки |
| ----- | ----------------- | --------------------- | ----------- | ------- |
| 1     | Гетті ван де Ваув | Нідерланди (NED)      |             | ПФ      |
| 2     | Емма Фінукейн     | Велика Британія (GBR) | +0.020      | ПФ      |
| 3     | Ребекка Петч      | Нова Зеландія (NZL)   | +0.105      | ПФ      |
| 4     | Рію Ота           | Японія (JPN)          | +0.222      | ПФ      |
| 5     | Ґо Юйфан          | Китай (CHN)           | +0.298      |         |
| 6     | Келсі Мітчелл     | Канада (CAN)          | +0.341      |         |

Заїзд 3
| Місце | Велогонщиця      | Країна                | Відставання | Нотатки |
| ----- | ---------------- | --------------------- | ----------- | ------- |
| 1     | Матільда Грос    | Франція (FRA)         |             | ПФ      |
| 2     | Емма Гінце       | Німеччина (GER)       | +0.007      | ПФ      |
| 3     | Кеті Марчант     | Велика Британія (GBR) | +0.063      | ПФ      |
| 4     | Даніела Гаксіола | Мексика (MEX)         | +0.138      | ПФ      |
| 5     | Міна Сато        | Японія (JPN)          | +0.164      |         |
| 6     | Лоріан Дженест   | Канада (CAN)          | +0.271      |         |

### Півфінали
| Місце | Велогонщиця        | Країна                | Відставання | Нотатки |
| ----- | ------------------ | --------------------- | ----------- | ------- |
| 1     | Еллесс Ендрюс      | Нова Зеландія (NZL)   |             | FA      |
| 2     | Даніела Гаксіола   | Мексика (MEX)         | +0.104      | FA      |
| 3     | Емма Фінукейн      | Велика Британія (GBR) | +0.157      | FA      |
| 4     | Стеффі ван дер Пет | Нідерланди (NED)      | +0.161      | FB      |
| 5     | Ребекка Петч       | Нова Зеландія (NZL)   | +0.648      | FB      |
| 6     | Леа Фрідріх        | Німеччина (GER)       | +2.750      | FB      |

| Місце | Велогонщиця       | Країна                | Відставання | Нотатки |
| ----- | ----------------- | --------------------- | ----------- | ------- |
| 1     | Гетті ван де Ваув | Нідерланди (NED)      |             | ПФ      |
| 2     | Кеті Марчант      | Велика Британія (GBR) | +0.056      | ПФ      |
| 3     | Емма Гінце        | Німеччина (GER)       | +0.101      | FA      |
| 4     | Нікі Дегренделе   | Бельгія (BEL)         | +0.114      | FB      |
| 5     | Матільда Грос     | Франція (FRA)         | +0.301      | FB      |
| 6     | Рію Ота           | Японія (JPN)          | +0.592      | FB      |

### Фінали
| Місце | Велогонщиця       | Країна                | Відставання | Нотатки |
| ----- | ----------------- | --------------------- | ----------- | ------- |
| 1     | Еллесс Ендрюс     | Нова Зеландія (NZL)   |             |         |
| 2     | Гетті ван де Ваув | Нідерланди (NED)      | +0.062      |         |
| 3     | Емма Фінукейн     | Велика Британія (GBR) | +0.092      |         |
| 4     | Кеті Марчант      | Велика Британія (GBR) | +0.181      |         |
| 5     | Емма Гінце        | Німеччина (GER)       | +0.280      |         |
| 6     | Даніела Гаксіола  | Мексика (MEX)         | +0.457      |         |

| Місце | Велогонщиця        | Країна              | Відставання | Нотатки |
| ----- | ------------------ | ------------------- | ----------- | ------- |
| 7     | Леа Фрідріх        | Німеччина (GER)     |             |         |
| 8     | Матільда Грос      | Франція (FRA)       | +0.087      |         |
| 9     | Рію Ота            | Японія (JPN)        | +0.144      |         |
| 10    | Стеффі ван дер Пет | Нідерланди (NED)    | +0.167      |         |
| 11    | Нікі Дегренделе    | Бельгія (BEL)       | +0.202      |         |
| 12    | Ребекка Петч       | Нова Зеландія (NZL) | +0.712      |         |